# Bottrop
Bottrop település Németországban, azon belül Észak-Rajna-Vesztfália tartományban. Lakosainak száma 118 705 fő (2023. december 31.). Bottrop Wesel, Recklinghausen, Essen, Oberhausen, Dorsten és Gladbeck településekkel határos.

## Népesség
A település népességének változása:
| Lakosok száma | 106 657 | 114 571 | 118 936 | 119 356 | 117 756 | 116 055 | 117 409 | 117 383 | 117 311 | 118 705 |
|               | 1970    | 1980    | 1990    | 2005    | 2008    | 2013    | 2016    | 2019    | 2021    | 2023    |